# Tay (popolo)
I tay (o anche thô, t'o, tai tho, ngan, phen, thu lao, pa di) sono un gruppo etnico vietnamita.
Appartengono al ceppo linguistico del tai-kadai e tra i membri più noti dell'etnia vi è Nông Ðức Mạnh, segretario generale del Partito Comunista del Vietnam dal 2001 al 2011.
Ci sono circa 1,6 milioni di tay in Vietnam. Molti vivono a nord, nella Regione di Tay Bac e nelle province di Cao Bang, Lang Son e Quang Ninh, dove sono stanziati nelle valli a ridosso dei numerosi monti della zona. Abitano in fertili pianure e praticano l'agricoltura, soprattutto coltivano il riso, il mais e le patate.
I villaggi tay si trovano di solito ai piedi delle colline e portano spesso il nome di un fiume, di un monte o di una pianura. Ogni villaggio ha 15 o 20 gruppi di case.
La maggior parte dei tay pratica il culto degli antenati e l'Animismo. L'altare per gli antenati di solito è collocato al centro della casa, è considerato sacro e agli invitati non è permesso sedersi di fronte ad esso.